# Rugby (stacja kolejowa)
Rugby – stacja kolejowa w Rugby, w hrabstwie Warwickshire, w Anglii (Wielka Brytania). Została otwarta w epoce wiktoriańskiej w 1885 roku, zastępując wcześniejszą stację położoną nieco dalej na zachód. Ponieważ zamknięto stację Rugby Central na obecnie nieczynnej linii Great Central Railway, jest jedyną czynną stacją w Rugby.
Usytuowana jest na West Coast Main Line (WCML) łączącej Londyn z Birmingham i region North West England. Obecnie stacja jest zarządzana przez Virgin Trains, i znajduje się około pół mili na północ od centrum miasta. Znajduje się 82 mile na północ od London Euston i 319 mil (513 km) na południe od Glasgow Central Station.